# Doliops duodecimpunctata
Doliops duodecimpunctata är en skalbaggsart som beskrevs av Heller 1923. Doliops duodecimpunctata ingår i släktet Doliops och familjen långhorningar.
Artens utbredningsområde är Filippinerna. Inga underarter finns listade i Catalogue of Life.